# Être et Devenir
Pour plus de détails, voir Fiche technique et Distribution.
Être et Devenir est un documentaire français réalisé par Clara Bellar sur l'apprentissage autonome, l'éducation à la maison et la non-scolarisation. Il est sorti en 2014.
Le synopsis du film a été publié dans le livre Etre et devenir, Faire confiance à l'apprentissage naturel des enfants, qui contient aussi les échanges suscités par les projections du film de 2014 à 2017 (éditions l'Instant présent).

## Fiche technique
- Réalisation et scénario : Clara Bellar
- Son : Pascal Ribier
- Société de production : Pourquoi Pas Productions
- Langue d'origine : anglais
- Durée : 99 minutes
- Date de sortie : 
  -  France - 28 mai 2014

## Distribution
- Clara Bellar
- Naomie Aldort
- John Taylor Gatto
- Arno Stern